# Benjamin Spock

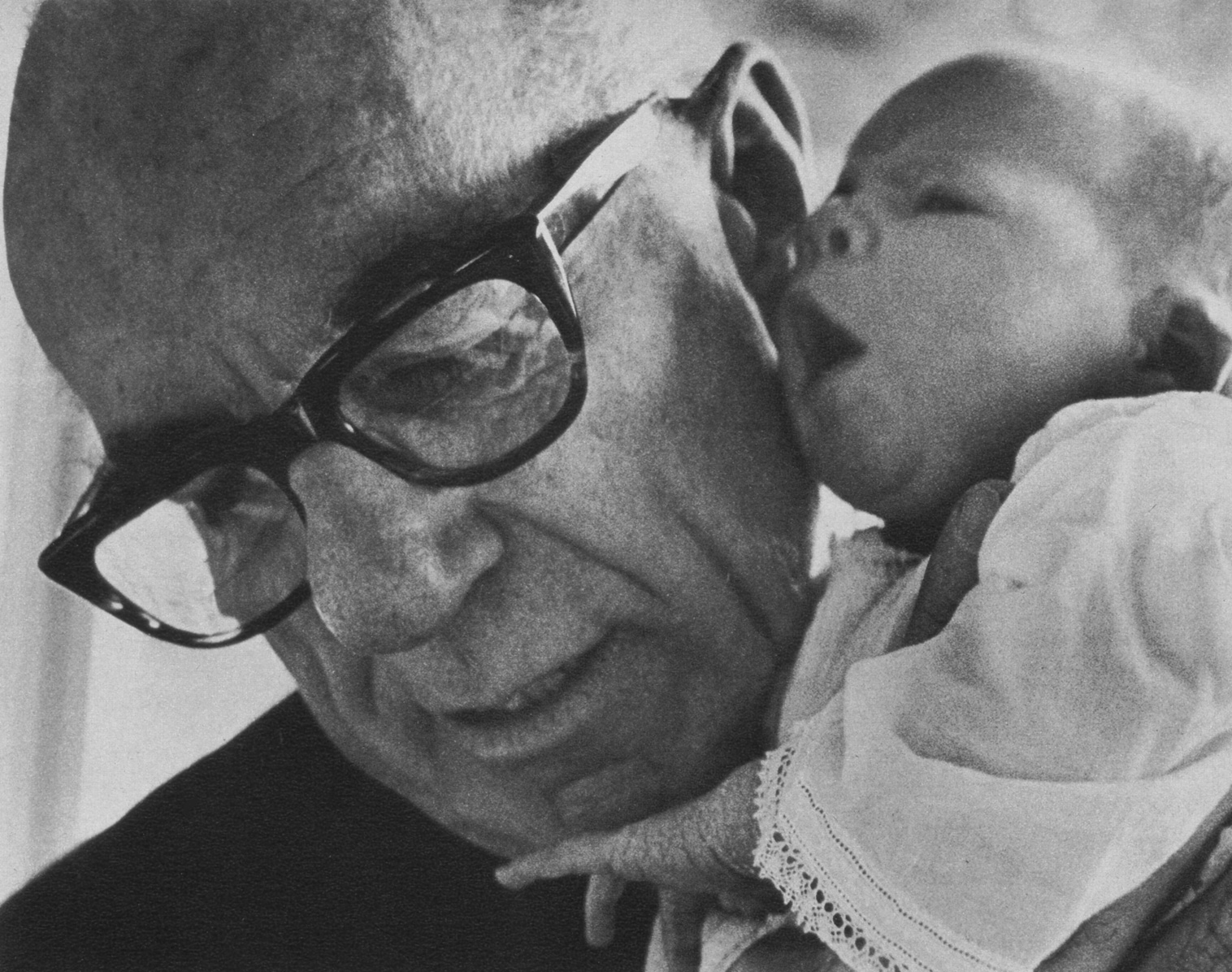
Benjamin Spock mit seiner Enkelin Susannah 1967

Benjamin McLane Spock (* 2. Mai 1903 in New Haven, Connecticut; † 15. März 1998 in La Jolla, Kalifornien) war ein US-amerikanischer Kinderarzt und Psychiater, der die Psychoanalyse Sigmund Freuds für die Kindererziehung anwendbar gemacht und popularisiert hat. Sein 1946 veröffentlichtes Buch Säuglings- und Kinderpflege hat die Erziehung der Babyboomer geprägt und ist bis heute mehr als 50 Millionen Mal verkauft worden.
In seiner Studienzeit ist Spock auch als Ruderer hervorgetreten; bei den Olympischen Spielen 1924 in Paris gewann er mit seinem Team die Goldmedaille im Achter. Über seine schriftstellerische, seine Arzt- und Lehrtätigkeit hinaus war Spock auch politisch aktiv.

## Leben
Spocks Vater, Ives Spock, war ein erfolgreicher Anwalt mit niederländischen Vorfahren, die Mutter, Mildred, eine Hausfrau. Spock wuchs mit fünf jüngeren Geschwistern auf und erfuhr auf diese Weise bereits sehr früh, was es bedeutet, mit Säuglingen und kleinen Kindern zu leben. Nach dem Besuch der Phillips Academy in Andover, einer College-vorbereitenden Privatschule, begann er 1921 an der Yale University ein Studium im Hauptfach Englische Literatur, das er 1925 mit dem Bachelorgrad abschloss.
An der Yale University betrieb Spock intensiv den Rudersport. Außerdem wurde er Mitglied in der Scroll and Key Society, einer Studentenverbindung, deren Mitgliedschaft er mit zahlreichen späteren Größen aus Politik und Wirtschaft teilte. 1924 wurde Spock Mitglied der US-Nationalmannschaft der Ruderer und ruderte im US-Achter, mit dem er im selben Jahr die Goldmedaille auf den Olympischen Spielen in Paris errang. Mit im Boot saß unter anderem James Stillman Rockefeller, ebenfalls Scroll and Key-Mitglied.
1927 heiratete Spock Jane Cheney; aus der Ehe stammen zwei Söhne. Im selben Jahr wechselte er zum College of Physicians and Surgeons der Columbia University, wo er sein Studium 1929 mit dem M. D.-Grad abschloss. Zu seinen Lehrern zählte Lewis Fraad. Nach einem Berufspraktikum am NewYork-Presbyterian Hospital spezialisierte er sich in einem kleinen Kinderkrankenhaus in Manhattan auf Pädiatrie. Weil die psychologischen Gesichtspunkte seiner Arbeit ihn mehr interessierten als die rein medizinischen, arbeitete er auch als Psychiater. 1933 begann Spock, neben seiner kinderärztlichen Tätigkeit auch am Medical College der Cornell University Pädiatrie zu lehren, und war auch Berater für Fragen der Kinderpsychiatrie beim Gesundheitsamt der Stadt New York. 1944 bis 1946 leistete er als Militärarzt seinen Kriegsdienst bei der Navy ab.
Nach einer 1947 begonnenen Tätigkeit für die Mayo Clinic wurde Spock 1951 als Professor an die University of Pittsburgh berufen; von 1955 bis 1967 lehrte er an der Case Western Reserve University in Cleveland. In dieser Zeit begann sein politisches Engagement, dessen Hintergrund stets Spocks Sorge um die Interessen von Kindern waren. 1962 wurde er z. B. Mit-Vorsitzender von SANE, einer Organisation, die sich gegen Atombombenversuche einsetzte. 1968 stand er gemeinsam mit anderen Protestierenden vor Gericht, weil er während des Vietnamkrieges dazu aufgerufen hatte, den Wehrdienst zu verweigern.
Seit 1967 befand Spock sich als Mediziner offiziell im Ruhestand, blieb im öffentlichen Leben aber weiterhin überaus präsent. So schlug er eine politische Laufbahn ein. Bei der Präsidentschaftswahl von 1972 wurde er von der kurzlebigen People’s Party für das Amt des Präsidenten aufgestellt. Mit seinem Running Mate für die Vizepräsidentschaft, Julius Hobson, erzielte er 78.751 Stimmen, was einen Anteil von 0,1 Prozent und den vierten Platz bedeutete.
1976 ließ Spock sich von seiner ersten Frau scheiden und heiratete Mary Morgan, mit der er schon seit 1970 verbunden war. Bei den im gleichen Jahr stattfindenden Präsidentschaftswahlen trat er an der Seite von Margaret Wright als Kandidat der People’s Party für die Vizepräsidentschaft an. Sie erreichten 49.024 Stimmen (0,06 Prozent) und Platz neun. 1980 bewarb er sich schließlich erfolglos um die Nominierung als Präsidentschaftskandidat der Peace and Freedom Party.
Spock verstarb 94-jährig in seinem Zuhause in San Diego.

## Publikationen
- The Common Sense Book of Baby and Child Care. 1. Auflage. Duell, Sloan and Pearce, New York 1946. von 1957 an: Baby and Child Care; von 1985 an: Dr. Spock’s Baby and Child Care

deutsch: Dein Kind ‒ dein Glück. Niggli und Verkauf, Teufen, St. Gallen, Bregenz, Wien 1952.
danach: Säuglings- und Kinderpflege. Deutsche Buchgemeinschaft, 1957.
- Dr. Spock Talks With Mothers. Growth and Guidance. Fawcett Crest Books, 1961.

deutsch: Große Hand führt kleine Hand. Das Kind und sein Weg ins Leben. Ullstein, 1963.
- On Being the Parent of a Handicapped Child. National Society for Crippled Children and Adults, 1961. Reprint zweier Artikel, die in Spocks regelmäßiger Kolumne im Ladies Home Journal erschienen sind

deutsch: Du und dein behindertes Kind. Ullstein, 1973, ISBN 3-550-17770-4.
- Problems of Parents. Houghton Mifflin, 1962, ISBN 0-395-08209-9.

deutsch: Sprechstunde für Eltern. Tausend Ratschläge zur Erziehung. Ullstein, 1964.
- Decent and Indecent. Our Personal and Political Behavior. 1. Auflage. Bodley Head, 1970, ISBN 0-370-01334-4.

deutsch: Aufforderung zum Widerspruch. Plädoyer für eine neue Moral. Ullstein, 1970.
- Bringing Up Children in a Difficult Time. New English Library, 1977, ISBN 0-450-03088-1. Alternativtitel: Raising Children in a Difficult Time

deutsch: Eltern. Perspektiven in schwieriger Zeit. 4. Auflage. Otto Maier, 1993, ISBN 3-473-42371-8.